# 赤澤威
赤澤 威（あかざわ たける、1938年11月9日 - ）は、日本の人類学者。専攻は先史人類学・旧石器考古学。国際日本文化研究センター名誉教授、高知工科大学名誉教授。

## 来歴・人物
大阪府出身。慶應義塾大学文学部西洋史学科卒業。東京大学大学院理学研究科人類学専門課程単取得退学。東京大学総合資料館助手、同助教授、同教授を経て、国際日本文化研究センター教授を歴任。2004年より2015年まで、高知工科大学総合研究所博物資源工学センター長・教授を務めた。
1989年 東京大学より学術博士。論文の題は「Cultural Dichotomization in Prehistoric Japan -A Theoretical Model for the Dynamics of the Cultural Trantition from Hunting-Gathering to Agriculture in Japan(日本先史文化の2分性に就いて -日本に於ける採集狩猟社会から農耕社会への文化変化に関する一理論モデル) 」。 
主にネアンデルタール絶滅仮説の検証や現生人類の起源の研究を行っている。
2016年度大同生命地域研究賞受賞。

## 主な著作

### 単著
- 『採集狩猟民の考古学―その生態学的アプローチ 』（海鳴社、1983年）
- 『ネアンデル・ミッション－発掘から復活へフィールドからの挑戦－』（岩波書店、2000年）

### 編著・共編著
- 『異民族へのまなざし 古写真に刻まれたモンゴロイド』（落合一泰、関雄二との共編著 東京大学出版会、1992年）
- 『先史モンゴロイドを探る』（日本学術振興会、1994年）
- 『アフリカからの旅だち』（ 東京大学出版会、1995年）
- 『ネアンデルタール人の正体―彼らの「悩み」に迫る―』（朝日選書・朝日新聞社、2005年）